# Tekovské Lužany
Tekovské Lužany (Hongaars: Nagysalló) is een Slowaakse gemeente in de regio Nitra, en maakt deel uit van het district Levice.
Tekovské Lužany telt 2.995 inwoners.
Tot 1948 was Nagysalló een Hongaars dorp. In dat jaar werd ruim de helft van de bevolking gedwongen te verhuizen tijdens de Tsjechoslowaaks-Hongaarse bevolkingsruil. Sindsdien vormen de Hongaren een minderheid die in de loop der jaren steeds verder krimpt. Woonden er in 2001 nog meer dan 1000 Hongaren, in 2011 was hun aantal gedaald tot circa 800.